# Charles Frédéric Petit
Charles Frédéric Petit (* 6. Mai 1857 in Carnières; † 19. Februar 1947 in Caudry, Frankreich) war ein französischer Bogenschütze.
Petit trat bei den Olympischen Spielen in Paris bei zwei Wettbewerben der Bogenschützen an; in beiden, den Kurzdistanzen über 33 Meter, erreichte er den dritten Platz, was ihn aus heutiger Sicht zum doppelten Bronzemedaillengewinner macht.